# Sněžka
Sněžka (tjekkisk) eller Śnieżka (polsk) er det højeste bjerg i bjergkæden Karkonosze/Krkonoše, en del af Sudeterne. Med en højde på 1.603 meter er det også det højeste punkt i Tjekkiet, og ligger på grænsen til Polen. På tysk kaldes bjerget Schneekoppe ("snetop").
Bjergets top er i dag delt mellem Tjekkiet og Polen med et skilt med teksten "Landegrænse" på begge sprog, uden nogen anden form for grænsekontrol.
50°44′10″N 15°44′25″Ø / 50.7361°N 15.7403°Ø